# Gradec
Gradec es un municipio de Croacia en el condado de Zagreb.

## Geografía
Se encuentra a una altitud de 143 m s. n. m. a 50,7 km de la capital nacional, Zagreb.

## Demografía
En el censo 2011, el total de población del municipio fue de 3808 habitantes, distribuidos en las siguientes localidades:
- Buzadovac - 116
- Cugovec - 391
- Festinec - 66
- Fuka - 98
- Grabrić - 89
- Gradec - 481
- Gradečki Pavlovec - 513
- Haganj - 528
- Lubena - 134
- Mali Brezovec - 76
- Podjales - 210
- Pokasin - 66
- Potočec - 92
- Remetinec - 67
- Repinec - 244
- Salajci - 69
- Stari Glog - 110
- Tučenik - 103
- Veliki Brezovec - 191
- Zabrđe - 159